# Поп-фолк
Поп-фолк или фолк-поп је музички стил који се може односити на савремене фолк пјесме са великим, широким поп аранжманима или на поп пјесме са интимним, акустичним фолк аранжманима. Поп-фолк се развио током процвата фолк музике и фолк рока током шездесетих година 20. вијека.
У Сједињеним Америчким Државама поп-фок пјесме су снимали Simon & Garfunkel, Seals and Crofts, Док Маклин, Џим Кроче, Лобо и England Dan & John Ford Coley. Представници српског поп-фолка су Индира Радић, Светлана Ражнатовић, Аца Лукас, Јелена Карлеуша и други.